# 신선대
신선대(神仙臺)는 부산광역시 남구 용당동에 있는 유적이다. 1972년 6월 26일 부산광역시의 기념물 제29호로 지정되었다.

## 현지 안내문
신선대는 신라 후기 최치원 선생이 이곳에서 신선이 되어 유람하였다고 전하는 곳으로, 산봉우리에 있는 무제등이라는 큰 바위에 신선의 발자국과 신선이 탄 백마의 발자취가 있다는데서 이름이 유래되었다고 한다.
신선대 주변은 연못을 둘러싼 용의 형상과 같다하여 이 일대를 용당이라 부르게 되었는데, 신선대 앞을 절단하여 도랑을 만들 때 흙과 모래에서 피가 나왔다고 전해지기도 한다. 옛날 이곳에 가까이 가면 신선들이 노는 풍악 소리가 들려왔다고 하며, 정상에서 바라보는 자연경관이 매우 아름다워 마치 신선이 된 듯한 느낌이 든다고 한다.
정상에서 보이는 오륙도와 조도의 자연 경관은 명승지의 면모를 갖추었으며, 맑은 날씨에 수평선 멀리 나타나는 대마도의 빼어난 경치 또한 아름답다.

## 지리
부산만(釜山灣)과 수영만(水營灣) 사이에 길게 돌출한 반도의 남단부 바닷가에 작은 돌산이 우뚝 솟아 있는데 이 산을 이 고장사람들이 신선대라고 부른다.

## 참고 문헌
- 이 문서에는 다음커뮤니케이션(현 카카오)에서 GFDL 또는 CC-SA 라이선스로 배포한 글로벌 세계대백과사전의 "《신선대》" 항목을 기초로 작성된 글이 포함되어 있습니다.

## 같이 보기
- 최치원

## 참고 자료
- 신선대 - 국가유산청 국가유산포털